# Sint-Willibrorduskerk (Heeswijk)
De Sint-Willibrorduskerk in het Nederlandse Heeswijk is een driebeukige  basilicale kruiskerk met toren, gewijd aan de heilige Willibrord. De kerk is in 1895 in neogotische stijl ontworpen door architect P.Th. Stornebrink. Per 1 januari 2020 is het kerkgebouw aan de eredienst onttrokken.. Nadat de kerk een tijd heeft leeggestaan en een eerder plan is afgeketst, zullen er appartementen in en rond de kerk worden gebouwd waarmee de kerk behoed is voor sloop .

## Geschiedenis

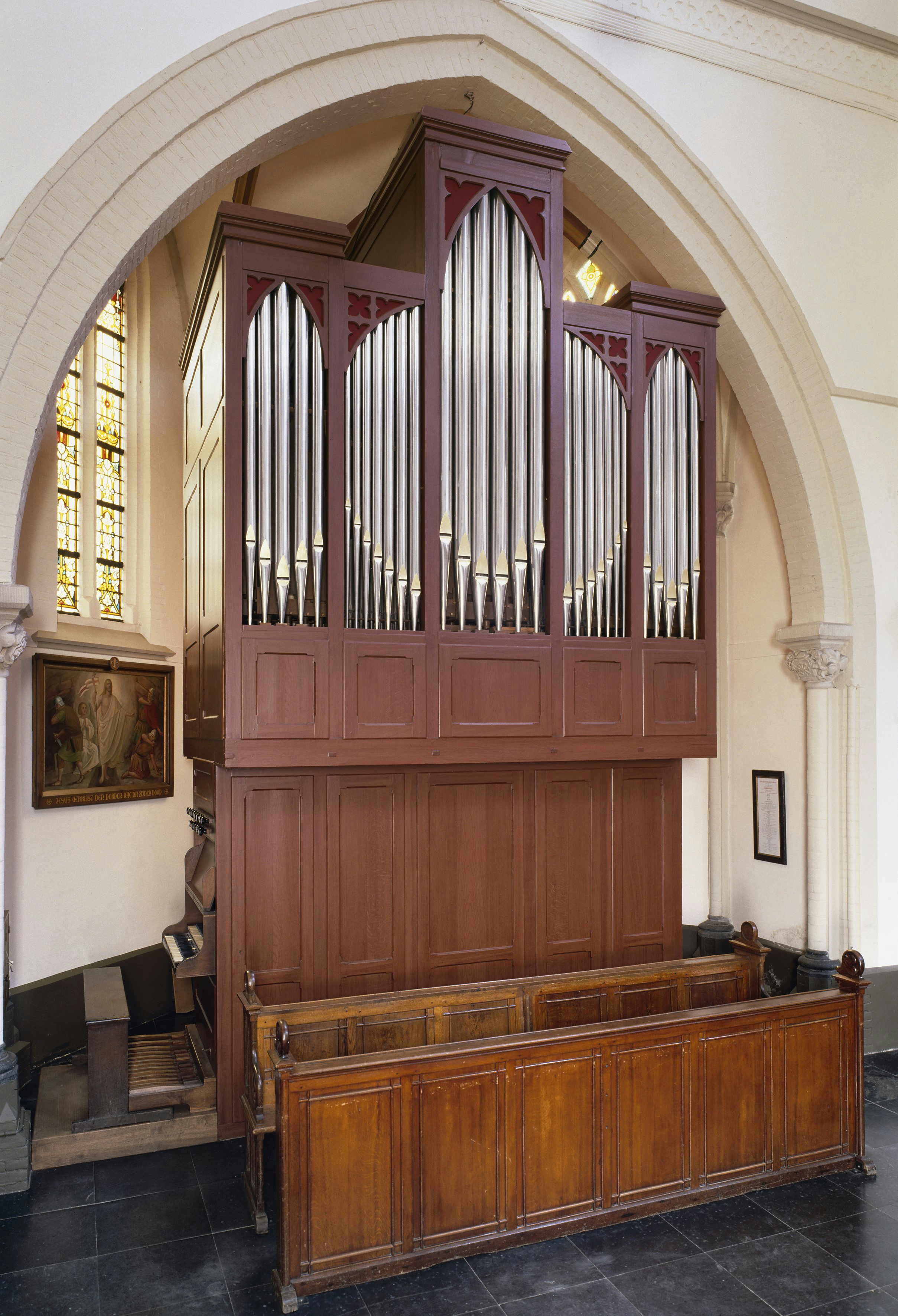
Het orgel van F.C. Smits uit 1876

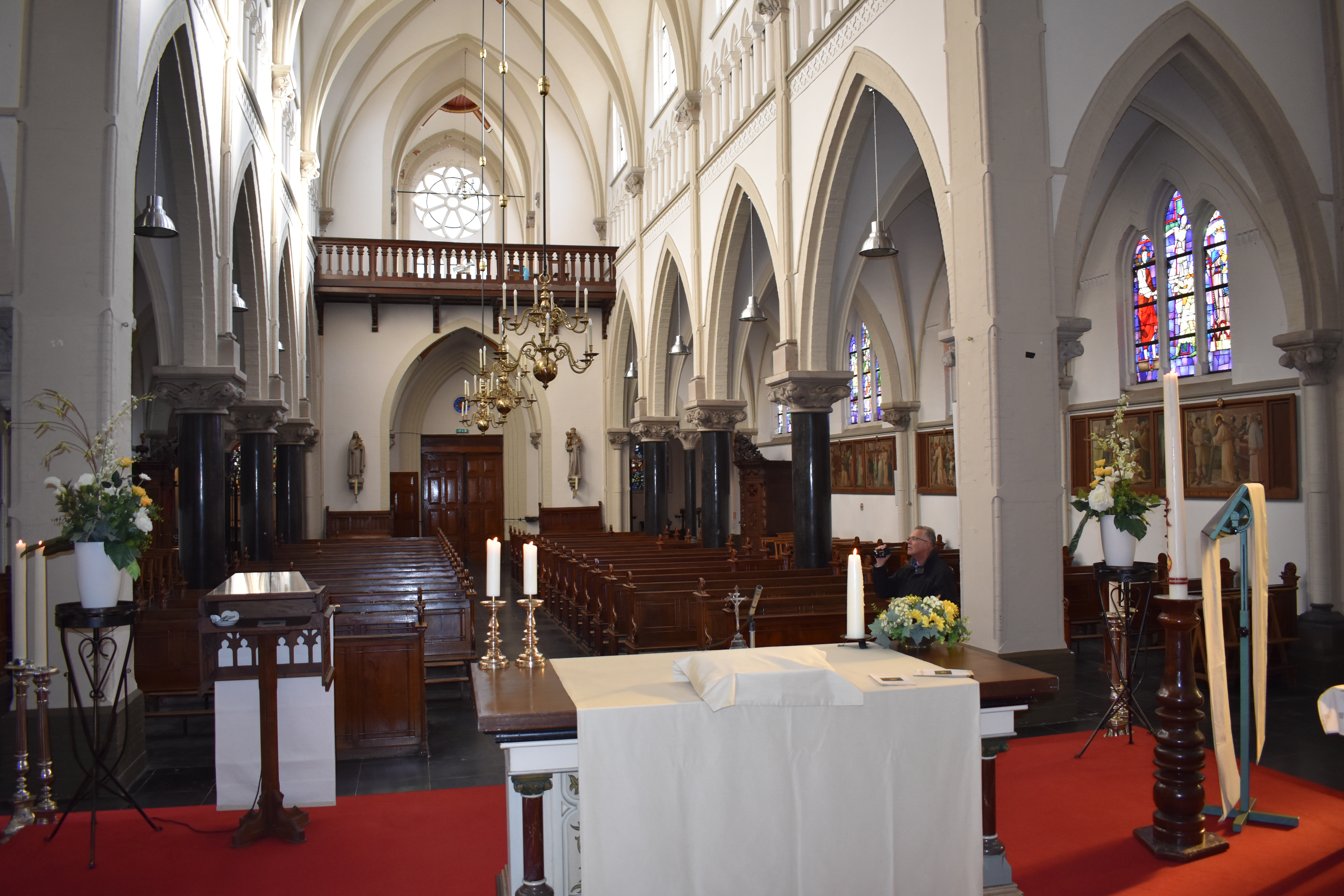
Interieur

Oorspronkelijk had Heeswijk een gotische kerk aan de huidige Mgr. van Oorschotstraat. In 1250 begon men met de bouw ervan, en in 1284 verkreeg de Abt van de Abdij van Berne het patronaatsrecht. Na vele verbouwingen en uitbreidingen verkreeg ze haar uiteindelijke staat omstreeks 1500. In 1648 werd deze kerk genaast door de Hervormden, waarop de katholieken de mis in een grenskerk te Bedaf celebreerden. In het laatste kwart van de 18e eeuw werd te Heeswijk een schuurkerk aan de Lariestraat in gebruik genomen. 
In 1809 kregen de katholieken hun kerk weer terug. In 1895 werd deze gesloopt en vervangen door de huidige kerk. Al in 1822 was de schuurkerk afgebroken. De Hervormden hebben op de plaats van de schuurkerk een nieuw kerkje gebouwd, dat echter in 1860 werd afgebroken, daar Heeswijk slechts vier protestanten telde, die zich toen bij Dinther aansloten.
De huidige Sint-Willibrorduskerk is een gemeentelijk monument en dankt zijn status van rijksmonument aan het bezit van een Smits-orgel uit 1876 en een luidklok uit 1501. Deze is gegoten door Willem en Jasper Moer en weegt 1.022 kg. Ook bevat de kerk zestien gebrandschilderde ramen, vervaardigd door Daan Wildschut in 1952.
De toren heeft tweemaal een nieuwe spits gekregen. De laatste restauratie heeft in de jaren 80 van de 20e eeuw plaatsgevonden.
In de sacristie van deze kerk hangen de door Piet Slager sr. geschilderde portretten van vader en twee zoons Dobbelsteen (de Drie Dobbelstenen), die allen priester zijn geworden.
Op de begraafplaats bevindt zich het familiegraf van de familie Van den Bogaerde van Terbrugge, uit 1922. Hier zijn veertien telgen bijgezet van het laatste adellijke geslacht, Van den Bogaerde van Terbrugge, dat van 1835 tot 1974 Kasteel Heeswijk heeft bewoond.

## Cunera
In 1784 kreeg men een reliek van de heilige Cunera Cunera, afkomstig uit Bedaf. Ook in Berlicum berust een reliek. Van 1784 tot 1985 waren er regelmatig bedevaarten ter ere van Cunera. Tot 1898 was er naast de toren een kapel waar Cunera vereerd werd. Daarna werd Cunera nog wel rechts van het koor vereerd, waar zich een beeld van de heilige bevindt. 